# Dolba
Dolba is een geslacht van vlinders uit de familie pijlstaarten (Sphingidae).

## Soorten
- Dolba hyloeus (Drury, 1773)